# Venanzio di Delminium
Venanzio di Delminiun o Venanzio di Salona (... – Dumno, 257) è stato un vescovo dalmata, venerato come santo dalla Chiesa cattolica.

## Biografia
Secondo la tradizione, Venanzio fu il primo vescovo di Salona a partire dal 250. Subì il martirio sotto Valeriano insieme ai compagni Anastasio, Mauro, Paoliniano, Telio, Sterio, Settimio, Antiochiano e Graiano nel 257. Doimo gli successe come vescovo di Salona.

## Culto
Il suo corpo fu originariamente sepolto in Dalmazia ma nel 640 il suo compatriota Giovanni IV fece traslare le sue reliquie a Roma, collocandole nel battistero di San Giovanni in Laterano, in quella che oggi è nota come cappella di San Venanzio. La sua memoria liturgica si osserva il 1º aprile, insieme a quella degli otto compagni che subirono il martirio con lui.